# Mogli di lusso
Mogli di lusso (The Golden Arrow) è un film del 1936, diretto da Alfred E. Green.
La sceneggiatura si basa su The Golden Arrow, racconto di Michael Arlen apparso su Liberty il 14 settembre 1935.

## Trama
Tutti credono che Daisy Appleby sia l'erede di una grossa fortuna mentre la ragazza, in realtà, è una ex cameriera assunta da un'industria di cosmetici per lanciare una campagna pubblicitaria. Per un equivoco, Daisy scambia il giornalista Johnny Jones per un uomo del gran mondo e, quando scopre l'errore, è furibonda. Poi, però, stufa di tutti quei gigolò che la circondano, fa la pace con Johnny, chiedendogli addirittura di sposarla. Il loro dovrà essere un matrimonio di facciata, che permetterà a Daisy di dedicarsi in pace al romanzo che sta scrivendo e le toglierà di torno i cacciatori di dote. Quando Daisy annuncia al consiglio di amministrazione della ditta di essersi sposata, i suoi capi la fanno partire per la Florida insieme al marito. Anche se lui è ancora ignaro di tutta la faccenda, si trova suo malgrado coinvolto nella stessa campagna pubblicitaria di Daisy, con i responsabili delle pubbliche relazioni che gli vogliono imporre i loro codici comportamentali ai quali lui si rifiuta di sottostare. Per ripicca, comincia a frequentare Hortense Burke-Meyers, una ricca ereditiera, provocando in Daisy, che ha iniziato ad amarlo, fitte di gelosia. Lei, per rendergli la pariglia, chiede al cognato Alfred di farsi passare per un suo corteggiatore. Tutto però sembra andare a catafascio quando Hortense rivela a Johnny la vera identità di Daisy. Lui, rendendosi conto di amare la moglie, passa sopra a tutto, riconciliandosi con Daisy.

## Produzione
Le riprese del film, che fu prodotto dalla First National Pictures e dalla Warner Bros. Pictures, iniziarono il 20 gennaio 1936.

## Distribuzione
Il copyright del film, richiesto dalla Warner Bros. Pictures, Inc., fu registrato il 19 maggio 1936 con il numero LP6365. Distribuito dalla Warner Bros. Pictures, il film uscì nelle sale cinematografiche degli Stati Uniti il 23 maggio 1936.